# Crystal Palace Glaziers
Crystal Palace – angielski klub żużlowy. Największy sukces to zdobycie srebrnego medalu w 1932 oraz zwycięstwo Toma Farndona w prestiżowym turnieju Star Riders Trophy w 1933. W 1934 roku klub Crystal Palace zamknięto, a większość zawodników zasiliła klub New Cross.

## Osiągnięcia
- Drużynowe Mistrzostwa Wielkiej Brytanii:
  - Srebro (1932)

## Dawni żużlowcy
Znani i wyróżniający żużlowcy
- Tom Farndon
- Joe Francis
- Roger Frogley
- Ron Johnson
- Nobby Key
- Triss Sharp
- Harry Shepherd